# Vindguden och åskguden (Kōrin)

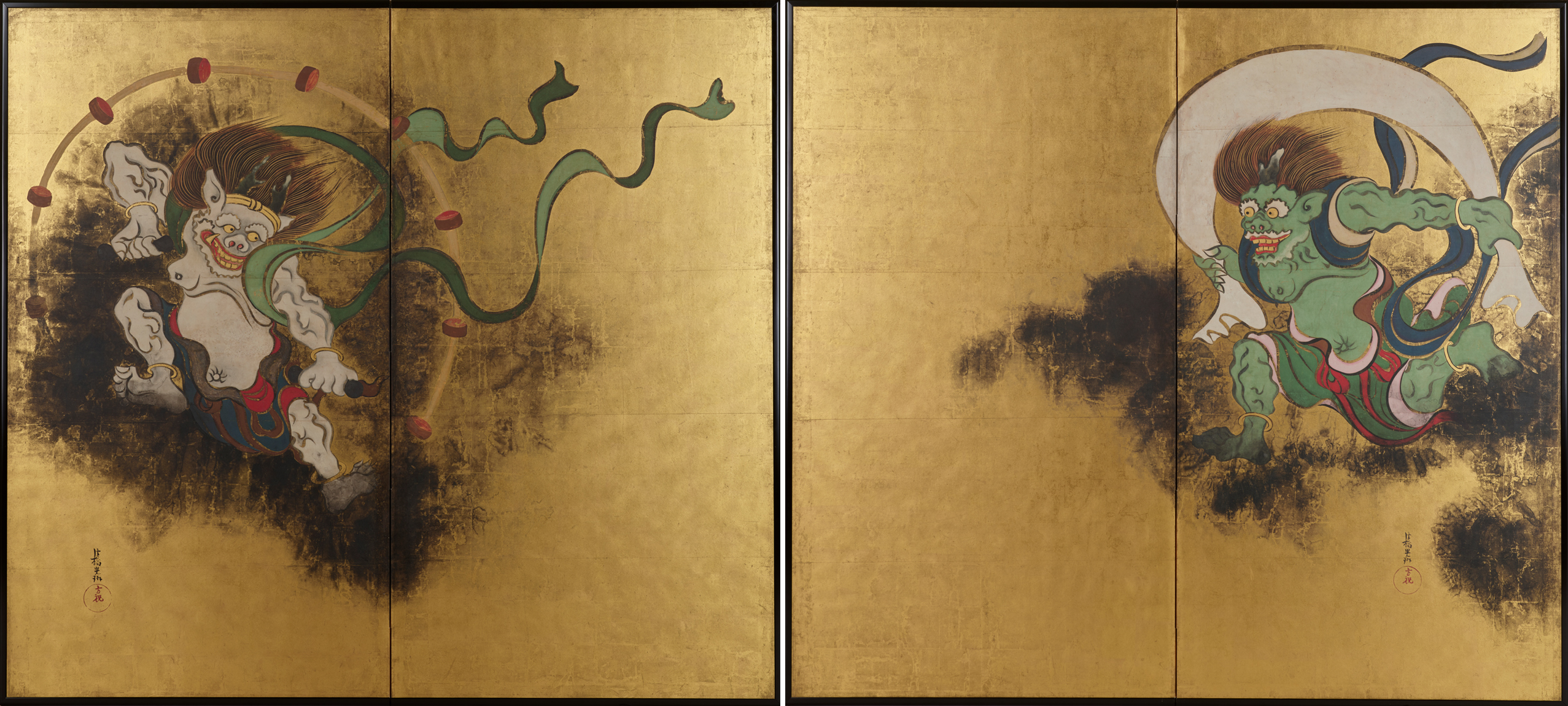
Kōrins målning.

Vindguden och åskguden (紙本金地著色風神雷神図, Shihon Kinji Chakushoku Fūjin Raijin-zu) är en japansk tavla målad på vikvägg målad enligt rinpaskolan av konstnären Ogata Kōrin. Målningen föreställer åskguden Raijin och vindguden Fūjin och beräknas ha kommit till runt år 1700. Målningen är i sin tur en replika av ett konstvärk målat av Tawaraya Sōtatsu. Bägge målningar finns bevarade på Tokyos nationalmuseum.

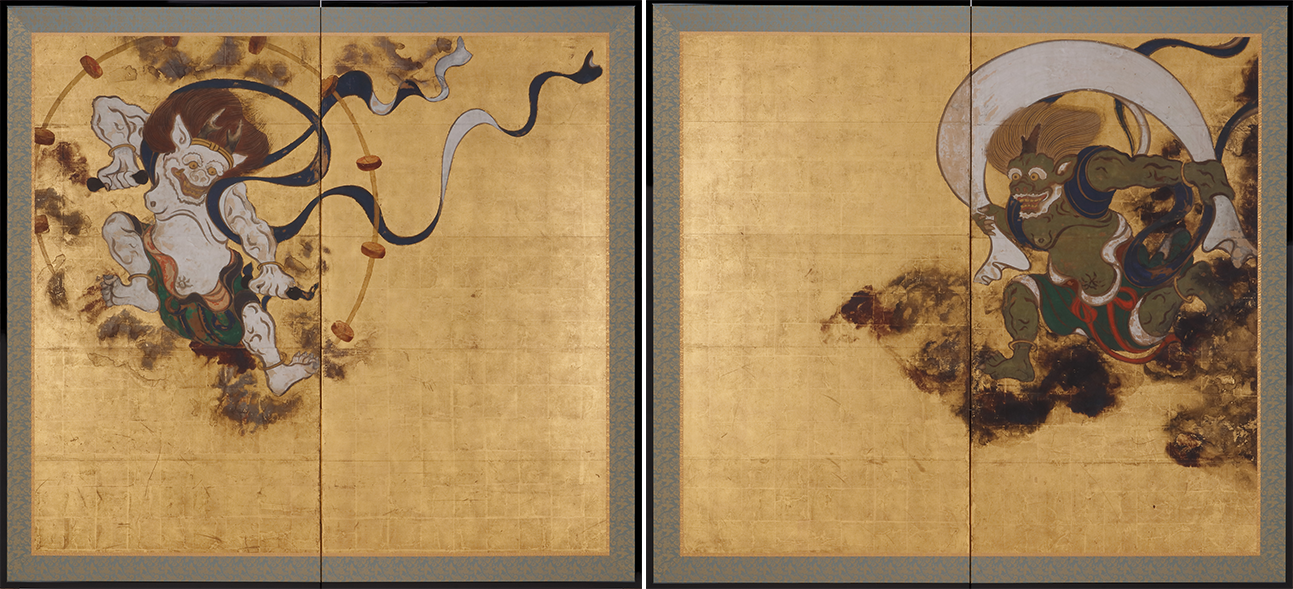
Sōtatsus originalmålning

## I populärkultur
Originalmålningen är ett av museiföremålen i spelet Animal Crossin New Horizions.